# Graminider
Graminider (efter latin: gramen, 'gräs') eller stråväxter är gräsartade växter, med strån eller långsmala blad, bland annat sådana ur familjerna gräs (Poaceae), halvgräs (Cyperaceae) och tågväxter (Juncaceae).